# Отфёй, Лоран Базиль
Лоран Базиль Отфёй (в старых источниках Отфейль, фр. Laurent Basile Hautefeuille; 1805 — 1875) — французский юрист. Специалист преимущественно по морскому праву и его истории.
Провёл детские и отроческие годы в Сенегале, где служил его отец. Вернувшись во Францию, получил юридическое образование. С 1830 года работал королевским прокурором в Алжире, состоял в Колониальном благотворительном обществе Зелёного мыса, в том же году выпустил публицистический «План колонизации французских владений в восточной Африке на благо цивилизации местных негров» (фр. Plan de colonisation des posessions françaises dans l'Afrique occidentale...). В 1835—1837 гг. прокурор в Тулоне. Затем по семейным обстоятельствам вышел в отставку и обосновался в Париже, где работал как адвокат. Был автором проекта Военно-морского уголовного кодекса (1850).
Важнейший труд Отфёя — «История происхождения, развития и изменения морского международного права» (фр. Histoire des origines, des progrès et des variations du droit maritime international; 1858, второе издание 1869). В 1887 году, в России специально для гардемарин морского училища, эта книга была переиздана на русском языке в переводе Долгова в типографии Морского Министерства. Имела значение также монография Отфёя «Права и обязанности нейтральных стран во время морской войны» (фр. Des droits et des devoirs des nations neutres en temps de guerre maritime; 1856, расширенное издание 1858).
Сын Отфёя Жан-Батист Жюль Отфёй сделал военно-морскую карьеру, завершив её в должности капитана судна «Provençale» (1878—1880).

## Другие публикации на русском языке
Блокада как второе ограничение причиняемое войною свободе нейтральной торговли, МСб № 8 (1872)
Военная контрабанда, МСб № 4 (1872)
Мореплавание и торговля во время войны, МСб № 3 (1872)
Неприятельская собственность на нейтральных судах, МСб № 11 (1874)
О войне, МСб № 5 (1871)
О нейтралитете, МСб № 7 (1871)
О свободе морской торговли вообще, МСб № 4 (1871)
Обязанности нейтральных, МСб № 9 (1871)
Права и обязанности нейтральных наций во время морской войны, МСб № 1 (1871)
Свобода морей, МСб № 3 (1871)
Частная собственность воюющих на море, МСб № 12 (1869)